# Antoni Giza
Antoni Giza (ur. 13 czerwca 1947 roku w Oblach k. Warszawy, zm. 12 listopada 2005 w Szczecinie) – polski historyk i bałkanista.

## Życiorys
Pochodził z ubogiej, wielodzietnej rodziny. W 1975 ukończył studia historyczne na Uniwersytecie Warszawskim. W 1978 obronił pracę doktorską (promotor: prof. Mieczysław Tanty). Po doktoracie przeniósł się do Szczecina, gdzie podjął pracę najpierw w Wyższej Szkole Pedagogicznej, a następnie na Uniwersytecie Szczecińskim. W 1985 uzyskał stopień doktora habilitowanego na Uniwersytecie Gdańskim, a w 1997 tytuł profesora nadzwyczajnego. Dwa lata później został profesorem zwyczajnym. W latach 1986–2005 kierował Zakładem Historii Europy Wschodniej na Uniwersytecie Szczecińskim. w 2002 otrzymał tytuł doktora h.c. Uniwersytetu Południowo-Zachodniego im. Neofita Rylskiego w Błagojewgradzie. Równolegle pracował jako rezydent biur podróży realizując swoje pasje podróżnicze.
Wśród kierunków badawczych A. Gizy główną rolę odgrywały zagadnienia rosyjskie i bałkańskie. Pozostawił po sobie 25 pozycji książkowych i ponad 300 artykułów.
Przez wiele lat współpracował ze szczecińskimi czasopismami – Kurierem Szczecińskim i Głosem Szczecińskim, popularyzując historię na ich łamach. Wyróżniony lokalnym odznaczeniem dziennika Głos Szczeciński - Nieprzeciętny 2000.
Odznaczony Krzyżem Kawalerskim Orderu Odrodzenia Polski, Złotym Krzyżem Zasługi oraz Medalem Polonia Mater Nostra Est (2003).
Ojciec dwóch córek: Joanny Gizy (literaturoznawczyni, dziennikarki) i dr n. med. Agaty Gizy-Zwierzchowskiej (psychologa).
Pochowany na cmentarzu Centralnym w Szczecinie (kwatera 1A).

## Dzieła wybrane
- 1982: Słowianofile rosyjscy wobec kryzysu bałkańskiego 1875–1878
- 1984: Neoslawizm i Polacy 1906–1910
- 1992: Idea jugoslawizmu w latach 1800–1918
- 1993: Polaczkowie i Moskale : wzajemny ogląd w krzywym zwierciadle (1800–1917)
- 1994: Narodziny i rozpad Jugosławii
- 1996: Ziemie macedońskie na przełomie XIX i XX wieku
- 1999: Chłopi polscy na wyspach duńskich (1893–1939)
- 2001: Narodowe i polityczne dążenia Chorwatów w XIX i na początku XX wieku
- 2002: Bośnia i Hercegowina w dobie tureckiego i austriackiego panowania (1800–1914)
- 2002: Wojny bałkańskie 1912–1913 roku : aspekty polityczne i militarne : (początki niewoli Bułgarów w Macedonii Egejskiej i Wardarskiej)
- 2003: Bułgaria i problem macedoński od początku XVII do lat trzydziestych XX wieku
- 2003: Islandia w obiektywie Antoniego Gizy.
- 2004: Barwy Syberii z daleka i bliska : retrospekcje
- 2004: Słowacja przełomu XIX i XX wieku w opisach polskich podróżników